# Emil Homburger
Emil Homburger (* 11. April 1922; † 9. November 2009) war ein deutscher Fußballspieler.

## Karriere
Emil Homburger spielte von 1948 bis 1950 in der Zonenliga Süd, in der Saison 1950/51 in der Oberliga Süd und von 1951 bis 1956 in der II. Liga Süd beim FC Singen 04. Danach wechselte er zu seinem Heimatverein SV Hilzingen zurück, wo er auch als Trainer wirkte. Homburger spielte auf den Positionen des rechten oder linken Verteidigers. In der Oberligasaison 1950/51 hatte er 32 Einsätze. 
Der FC Hilzingen trug 2019 zum 29. Mal in der Saisonvorbereitung das Emil-Homburger-Turnier aus.